# استیو اسلید
استیو اسلید (انگلیسی: Steve Slade؛ زادهٔ ۶ اکتبر ۱۹۷۵) بازیکن فوتبال اهل بریتانیا است.
از باشگاه‌هایی که در آن بازی کرده است می‌توان به باشگاه فوتبال ویر، باشگاه فوتبال تاتنهام هاتسپر، باشگاه فوتبال گریمزبی تاون، باشگاه فوتبال چشام یونایتد، باشگاه فوتبال کویینز پارک رنجرز، باشگاه فوتبال سنت آلبنز سیتی، باشگاه فوتبال بارکینگ، باشگاه فوتبال وورتینگ، باشگاه فوتبال ردبریج، باشگاه فوتبال کمبریج یونایتد، باشگاه فوتبال هارو بورو، باشگاه فوتبال ویکینگور، باشگاه فوتبال میدنهد یونایتد، و باشگاه فوتبال برنتفورد اشاره کرد.
وی همچنین در تیم ملی فوتبال زیر ۲۱ سال انگلستان بازی کرده است.